# Непознати демонстрант
Непознати демонстрант или како су га страни медији назвали Човек тенк је човек ког су током студентских протеста 1989. године у Народној Републици Кини снимили и фотографисали страни медији како стоји испред колоне од седамнаест тенкова на тргу Тјенанмен у Пекингу. Фотографија усамљеног демонстранта је обишла свет, а направио ју је Џеф Виденер, фотограф Асошијетед преса.
Фотографија је обишла свет у рекордном року и појавила се на насловним странама свих светских новина. Априла 1998. године магазин Тајм је уврстио овог непознатог човека у своју листу 100 најутицајнијих људи 20. века.

## Догађај
Инцидент се догодио 5. јуна, 1989. године на месту Cháng Ān Dà Jiē (Велика авенија вечног мира), удаљеном свега неколико минута од трга Тјенанмен који води до Забрањеног града, након што је кинеска влада почела да се обрачунава са студентима. Човек је стајао сам на средини улице док су се тенкови приближавали. На фотографији се види да стоји на сред улице и држи кесе у обема рукама. Кад је први тенк стигао до овог непознатог човека, на снимцима се видело да им је махао. Први тенк је покушао да га заобиђе, али се човек упорно померао и стајао испред тенка. Након око пола сата ове пасивне блокаде, човек се попео на први тенк и причао са возачем. До дан данас се не зна шта је рекао возачу првог тенка. Једна од прихваћених верзија догађаја је та да га је неко из групе људи која је стајала на тротоару свукао са тенка и да је човек нестао у гомили.

## Утицај фотографије
На западу, фотографија непознатог демонстранта је постала симбол кинеског демократског покрета - млади Кинез ризикује свој живот како би се супротставио ауторитарном режиму. Пример овакве интерпретације се може видети у роману Хонг Конг Стивена Кунца, објављеног 2000. године, где је Човек тенк измишљена личност која предводи групу политичких устаника против комунистичког режима.
Међутим, фотографија је коришћена и од 'друге стране'. Наиме, кинеска влада је користила исту фотографију да покаже како се војска брине о грађанима и да, упркос наредби да се настави, тенк није прегазио човека. Човек тенк је приказан као делинквент, симбол неодговорног опортунисте током демонстрација на тргу Тјенанмен. Човек тенк је, као и протести 1989. године, и данас табу тема у Кини; сваки покушај да се прича о њему сматра се неприкладним или чак и ризичним.

## Биографија
Мало се зна о идентитету човека на слици. Убрзо након инцидента, британски таблоид Сандеј екпрес је објавио да је име човека Ванг Вајлин, деветнаестогодишњи студент, али је тачност ове информације остала непотврђена.
Постоји неколико међусобно сукобљених извештаја о томе шта се десило са човеком након демонстрација. У свом говору Председничком клубу 1999, Брус Хершенсон, бивши заменик специјалног асистента председника Ричарда Никсона, је изјавио да је човек убијен две недеље након демонстрација, док су други извори известили да је човек убијен од стране кинеске власти пар месеци након догађаја. У књизи Блуз црвене Кине: Мој дуги марш од Маоа до Сада, Јан Вонг је написао да је човек и даље жив и да се крије негде дубоко у Кини.
Према исказима једног сведока који је присуствовао догађају, октобра 2005. године Чарли Кол, фотограф магазина Њузвик, је објавио да је човек одмах након што је свучен са тенка ухапшен.
Народна Република Кина је издала неколико кратких изјава поводом догађаја. У интервјуу са Барбаром Волтерс, приказаном 1992. године, тадашњи генерални секретар Комунистичке Партије Ђанг Цемин је питан шта се десило са човеком, на шта је одговорио „Мислим да није убијен”.